# Addie Wyatt
Addie Wyatt (ur. 8 marca 1924, zm. 28 marca 2012) – amerykańska działaczka związkowa, Afroamerykanka. Była pierwszą Afroamerykanką w historii, która została wiceprzewodniczącą międzynarodowej centrali związkowej – Amalgamated Meat Cutters (zrzeszającą pracowników przemysłu mięsnego). Działalność związkową rozpoczęła w latach 50. Współpracowała z Matinem Lutherem Kingiem, biorąc udział w marszu na Waszyngton. Była również pastorem Kościoła Bożego – święcenia otrzymała w 1955. W 1975 znalazła się w grupie amerykańskich kobiet, które magazyn Time uhonorował tytułem "Człowieka Roku".